# HMS Africa (1761)
HMS Africa (Корабль Его Величества «Африка») — 64-пушечный линейный корабль третьего ранга. Второй корабль Королевского флота,
названный HMS Africa, в честь Африканского континента. Заказан 31 января 1759 года. Спущен на воду 1 августа 1761 года на частной верфи Перри в Блэкуолле.

## Служба
12 декабря 1761 года Africa, под командованием капитана Александра Худа, был отправлен в Средиземное море для усиления эскадры вице-адмирала Чарльза Сондерса. Africa оставался в составе флота Сондерса до конца Семилетней войны, принимая участие в блокаде испанского флота в Кадисе.
После того как 10 февраля 1763 года дыл подписан Парижский мирный договор между Великобританией и Португалией, с одной стороны, и Францией и Испанией с другой, положивший окончание Семилетней войне, Africa вернулся в Англию.
15 апреля 1763 года прибыл в Портсмут и на следующий день был отправлен в резерв. С 9 октября 1763 года продолжил службу в качестве сторожевого корабля в Портсмуте. Он оставался в этом качестве до 1774 года, когда было принято решение вывести его из состава флота и продать на слом.